# Jean-Bernard Lévy (football)
Pour les articles homonymes, voir Jean-Bernard Lévy (homonymie) et Lévy.
Jean-Bernard Lévy, né le 9 mars 1897 à Épernay et mort le 16 mai 1940 à Nalinnes lors de la bataille de France, est un dirigeant de football français. Président du Racing Club de Paris de 1929 à sa mort, il se fait connaître alors comme l'un des fervents soutiens à l’avènement du football professionnel en France.

## Biographie
Membre du comité du RCF et président depuis 1929 de la section football du Racing Club de France, un club omnisports parisien parmi les plus prestigieux de France, très attaché à l'amateurisme, Jean-Bernard Lévy doit négocier avec le club de tutelle pour lancer son équipe dans l'aventure au début des années 1930, au moment de la création du statut de joueur et d'équipe professionnels en France. 
En 1932, alors qu'il appartient à la commission du Championnat de France professionnel, il obtient du RCF l'autorisation de créer un nouveau club destiné à reprendre les activités de football du RCF et à s'ouvrir au professionnalisme : le Racing Club de Paris. Résident de l'ancien Parc des Princes, le club s'affirme rapidement comme l'un des principaux du pays, notamment sous la houlette de l'entraîneur anglais George Kimpton, recruté en 1935. Il remporte le doublé coupe-championnat en 1936, puis une nouvelle coupe en 1940.
Quelques jours après la finale de Coupe de France, Lévy, engagé dans l'armée française, meurt au combat lors de la bataille de France.